# دهه ۱۴۰۰ (خورشیدی)
دهه ۱۴۰۰ صد و چهلمین دهه تقویم هجری خورشیدی است.

## سال ها

### ۱۴۰۰
- سازمان ملل سال ۲۰۲۱ را به عنوان سال بین‌المللی صلح و اعتماد،[۱] سال بین‌المللی اقتصاد خلاق برای توسعه پایدار،[۲] سال بین‌المللی میوه و سبزیجات[۳] و سال بین‌المللی برای حذف کودکان کار[۴] اعلام کرد.

### ۱۴۰۳
پذیرش شاهزاده رضا پهلوی به عنوان رهبر انقلاب ملی ایران از سوی احزاب مخالف جمهوری اسلامی در ژنو
انتخاب ترامپ به عنوان رییس جمهور جدید ایالات متحده آمریکا
تحریم صادرات نفتی ایران از سوی آمریکا
اعتصاب و اعتراض بازنشستگان و پرستاران به علت حقوق و دستمزد کم
قتل امیرمحمد خالقی و شروع اعتراضات دانشجویی
سقوط حکومت بشار اسد در سوریه ، به علت فتح سوریه توسط گروه تحریر الشام سوریه
آتش‌بس اسرائیل و حماس و تحویل اجساد و گروگان ها

## رویدادها
- جنگ روسیه و اوکراین
- جنگ اسرائیل و فلسطین
- جنگ اسرائیل و لبنان
- جنگ اسرائیل و ایران